# Schönberg (Totes Gebirge)
Schönberg är ett berg i Österrike.   Det ligger i bergskedjan Totes Gebirge i distriktet Liezen och förbundslandet Steiermark, i den centrala delen av landet, 200 km väster om huvudstaden Wien. Toppen på Schönberg är 1 609 meter över havet.
Terrängen runt Schönberg är bergig norrut, men söderut är den kuperad. Närmaste större samhälle är Bad Aussee, 10,0 km söder om Schönberg. 
Trakten runt Schönberg består i huvudsak av gräsmarker. Runt Schönberg är det ganska glesbefolkat, med 25 invånare per kvadratkilometer.